# Wilhelm z Akwitanii
Wilhelm z Akwitanii (urodzony ok. 745 r., zmarł 28 maja 812 w Gallone we Francji) – założyciel klasztoru, brat świecki Ordo Sancti Benedicti.
Wilhelm z Akwitanii był najpierw walecznym dowódcą w wojsku Karola Wielkiego. W 804 roku porzucił służbę wojskową i założył w Gallone w pobliżu opactwa Aniane klasztor. Dwa lata później przekroczył jego progi i został bratem świeckim aż do śmierci. Wilhelm z Akwitanii został pochowany w kościele swojego opactwa. Kanonizacji Wilhelma dokonał w 1066 r. papież Aleksander II.
Kult Wilhelma z Akwitanii rozwinął się bardzo szybko bo zaraz po jego śmierci. Święty stał się bohaterem, w którym obiektem czci jest jego życie z okresu wojskowego i zakonnego.
W ikonografii Wilhelm jest przedstawiony jako zakonnik w przyłbicy lub jako pustelnik w kapeluszu książęcym.